# Paula McLain
Pour les articles homonymes, voir McLain.
Paula McLain (née en 1965) est une romancière américaine connue pour son roman, The Paris Wife (traduction française Madame Hemingway), un compte-rendu romancé du premier mariage d'Ernest Hemingway qui est devenu un best-seller du The New York Times. Elle a aussi publié deux recueils de poésie, un mémoire sur l'enfance dans des familles d'accueil, et le roman A Ticket to Ride (un premier roman qui n'a pas été traduit en français).
Ses sujets principaux sont des héroïnes qui ont marqué l'histoire par leur liberté et leur courage.
Elle choisit néanmoins la forme du roman plutôt que celle de la biographie, mais sans sacrifier le contexte historique et sociopolitique.
Bien loin des romans d'amour à l'eau de rose, dans ces romans elles dressent des portraits de femmes fortes et émancipées et bien souvent avant gardistes.
Dans son roman l'Aviatrice nous suivons Beryl Markham, femme libre qui brave les conventions sociales de son époque. Paula McLain nous emmène dans un fabuleux voyage au Kenya qui offre  également un contrechamp à La Ferme africaine de Karen Blixen.
Dans La Troisième Hemingway elle fait revivre Martha Gellhorn, 3e épouse de l'écrivain, celle qui refusa de rester dans l'ombre de son célèbre époux, une femme reporter de guerre éprise de liberté et de vérité, qui bien après son divorce avec Hemingway continua inlassablement et jusqu'à ces 89 ans de couvrir des conflits armés pour témoigner encore et toujours.
Bien que romancière et revendiquant sa version romancée des choses, Paula McLain se base sur de sérieuses archives historiques.

## Biographie
McLain est née en 1965 à Fresno, en Californie. Sa mère disparaît quand elle a quatre ans, et son père fait plusieurs séjours en prison, laissant McLain et ses sœurs (une plus âgée, une plus jeune) être ballotées dans des familles d'accueil pendant les quatorze années suivantes, une épreuve décrite « avec une sérénité qui donne un visage humain, en fait, trois visages humains, aux statistiques alarmantes » dans ses mémoires, Like Family : Growing Up in Other People's Houses.
Plus âgée, elle gagne sa vie dans divers emplois avant de découvrir l'écriture. Elle détient une maîtrise en poésie de l'Université du Michigan et fut une résidente de la Yaddo and MacDowell Colony ainsi que bénéficiaire d'une bourse du Conseil des arts de l'Ohio et de la National Endowment for the Arts.
Elle est mère de trois enfants, deux garçons et une fille. Elle vit à Cleveland avec sa famille.

### Romans
- A Ticket to Ride (2008)
- The Paris Wife (2011)

- Circling the Sun (2015)

- Love and Ruin (2018)

- When the Stars Go Dark (2021)

### Non-fiction
- Like Family: Growing Up in Other People's Houses (2003)

### Poésie
- Less of Her (1999, New Issues Poetry Press)
- Stumble, Gorgeaous (2005, New Issues Poetry Press)